# Ofiter
Ofiter (av grekiskans ofis= orm) var en gnostisk sekt, först omtalad av Irenaeus.
Ofiterna uppstod i Syrien och fick även anhängare i Egypten. I deras hemliga kult spelade ormen en roll som Guds verktyg i kampen mot Demiurgen. Ormmotivet var hämtat från bibelns syndafallsberättelse, och ormen tolkades som överbringaren av den sanna kunskapen till de första människorna.